# Ґабчіково-Топольники
Ґабчіково-Топольники (словац. Gabčíkovo-Topoľníky) — меліоративний канал; впадає у Дунай, протікає в окрузі Дунайська Стреда.
Довжина приблизно 29.2 км. Витік знаходиться в Дунайській рівнині — Клатовський рукав. Впадають канал Войка-Крачани; Бельський канал;  Богельовський канал; Юрова-Вельки Медер і Ґабчіково-Нярад.
Протікає територією сіл Вракунь; Топольники; Тргова Градська; Бака; Кутніки; Мад; Дольни Бар; Повода і міста Ґабчіково. Впадає у Дунай біля ГЕС Габчиково.